# ذخیره‌گاه طبیعی جزیره‌های قو
ذخیره‌گاه طبیعی جزیره‌های قو (انگلیسی: Swan Islands Nature Reserve) یک ذخیره‌گاه و منطقه حفاظت شده در شبه‌جزیره کریمه کشور روسیه است.